# 我的家鄉
《我的家鄉》（阿拉伯语：موطني）是巴勒斯坦著名詩人易卜拉欣·托坎于1934年創作的一首詩歌。曾作為巴勒斯坦民族權力機構的國歌。在2003年，又被伊拉克臨時政府定為新國歌。